# Канлер
Канлер (фр. Canlers) насеље је и општина у североисточној Француској у региону Север-Па д Кале, у департману Па де Кале која припада префектури Montreuil.
По подацима из 2011. године у општини је живело 181 становника, а густина насељености је износила 50,0 становника/km². Општина се простире на површини од 3,62 km². Налази се на средњој надморској висини од 140 метара (максималној 142 m, а минималној 117 m).

## Демографија
| 1962. | 1968. | 1975. | 1982. | 1990. | 1999. | 2011. |
| ----- | ----- | ----- | ----- | ----- | ----- | ----- |
| 163   | 173   | 194   | 178   | 161   | 175   | 181   |

График промене броја становника у току последњих година